# Năm điều răn của Hội Thánh
Năm điều răn của Hội Thánh (hay gọi tắt là Năm điều răn Hội Thánh) là những điều luật mà Hội Thánh Công Giáo để nhắc nhở những người Công Giáo chu toàn bổn phận thờ phượng Thiên Chúa và cộng tác xây dựng Hội Thánh. Trước đây, Giáo Hội Công giáo liệt kê sáu điều, nhưng quyển sách Kinh Thánh Giáo lý của Hội Thánh Công Giáo hiện tại tổng hợp còn năm điều. Cùng với Mười Điều Răn, đây là những điều luật quan trọng của người Công Giáo bắt buộc họ phải tuân giữ.
Hội Thánh có năm điều răn:
1. Thứ Nhất: Dự lễ và Kiêng việc xác ngày Chúa Nhật cùng các ngày lễ buộc.
2. Thứ Hai: Xưng tội trong một năm ít là một lần
3. Thứ Ba: Rước Mình Thánh Chúa trong mùa Phục Sinh.
4. Thứ Tư: Giữ chay và Kiêng thịt những ngày Hội Thánh buộc.
5. Thứ Năm: Góp công, góp của xây dựng Hội Thánh tùy theo khả năng của mình.

## Bản cũ
Hội Thánh có sáu điều răn:
- Thứ Nhất: Dự lễ ngày Chúa Nhật cùng các ngày lễ buộc.
- Thứ Hai: Chớ làm việc xác ngày Chúa Nhật cùng các ngày lễ buộc
- Thứ Ba: Xưng tội trong một năm ít là một lần.
- Thứ Tư: Chịu Mình Thánh Đức Chúa Giêsu trong mùa Phục Sinh.
- Thứ Năm: Giữ chay những ngày Hội Thánh buộc.
- Thứ Sáu: Kiêng thịt ngày Thứ Sáu cùng những ngày khác Hội Thánh dạy.